# Liste der Monuments historiques in Condé-sur-Marne
Die Liste der Monuments historiques in Condé-sur-Marne führt die Monuments historiques in der französischen Gemeinde Condé-sur-Marne auf.

## Liste der Immobilien
| Bezeichnung    | Beschreibung           | Standort                | Kennzeichnung | Schutzstatus | Datum | Bild           |
| -------------- | ---------------------- | ----------------------- | ------------- | ------------ | ----- | -------------- |
| Kirche St-Remi | ab dem 12. Jahrhundert | Rue Albert Barre (Lage) | PA00078671    | Classé       | 1918  | weitere Bilder |

## Liste der Objekte
| Bezeichnung | Beschreibung                          | Standort                     | Kennzeichnung | Schutzstatus | Datum | Bild |
| ----------- | ------------------------------------- | ---------------------------- | ------------- | ------------ | ----- | ---- |
| Kruzifix    | Holz, farbig gefasst, 18. Jahrhundert | in der Kirche St-Remi (Lage) | PM51003683    | Inscrit      | 2017  |      |